# Perciana
Perciana là một chi bướm đêm thuộc họ Erebidae.